# Wertdichte
Unter Wertdichte wird das Verhältnis von Wert zum Volumen eines Stoffes bezeichnet.
Wichtig ist eine hohe Wertdichte beim Einlagern von Stoffen zur Wertanlage, meist Edel- oder Industriemetallen, da der Lagerraum begrenzt ist. So gibt es zwar physisch mit Gold besicherte Exchange-traded Commodities, gleiches in Kupfer wäre aufgrund der geringeren Wertdichte und den dadurch benötigten Lagerraum praktisch nicht realisierbar. Darüber hinaus ist eine hohe Wertdichte Grundvoraussetzung für eine Kurantmünze.